# Kōzō Okamoto
Pour les articles homonymes, voir Okamoto.
Kōzō Okamoto (岡本 公三, Okamoto Kōzō), né le 7 décembre 1947, est un membre de l'armée rouge japonaise, l'un des responsables du massacre de l'aéroport de Lod qui fit 26 morts et une centaine de blessés dans le hall de l'aéroport de Lod en Israël, en 1972.

## Biographie
Kōzō Okamoto est un membre de la Faction armée rouge (赤軍派, Sekigun-ha), créée à la suite de la répression par le gouvernement japonais de la grève générale des étudiants des universités du Japon en 1969. La Faction armée rouge se fond ensuite dans l'Armée rouge unifiée (Rengō Sekigun ou United Red Army), en 1971, mais celle-ci subit en 1972 une purge organisée par ses chefs qui coûte la vie à la moitié de leurs membres. Les camarades restant étant arrêtés par la police, Okamoto, pas encore fiché par les forces de l'ordre, mais sans doute sur le point d'être arrêté, part pour le Liban, où Fusako Shigenobu, une ancienne de la FRA, a fondé l'Armée rouge japonaise, autrefois branche de l'URA, et désormais indépendante.
Okamoto est formé durant trois mois par le Front populaire de libération de la Palestine, dans le but de le faire participer à une opération qui permettrait d'améliorer la réputation de l'organisation au Japon, choqué par la dérive sectaire et le massacre interne de l'URA. Le 30 mai 1972, avec deux autres camarades japonais, Tsuyoshi Okudaira (mari de Shigenobu) et Yasuyuki Yasuda, tous deux âgés d'une vingtaine d'années, il tire sur la foule de l'aéroport de Lod (Tel-Aviv), provoquant la mort de 26 personnes dans ce qui sera nommé le massacre de l'aéroport de Lod. Yasuyuki Yasuda est tué dans l'attaque, tandis que Tsuyoshi Okudaira prit une balle perdue. Kozo Okamoto fut arrêté et condamné à la prison à vie par un tribunal israélien.
En 1976, pendant la prise d'otage de l'aéroport d'Entebbe, en Ouganda, les preneurs d'otage, en partie membres du FPLP, demandent la libération de 53 prisonniers pro-palestiniens, dont Okamoto.
En 1985, après 13 années de détention, Kozo Okamoto est finalement libéré à la faveur d'un échange de prisonniers israélo-palestiniens. Il est par la suite emprisonné trois ans au Liban pour avoir produit de faux visas et de faux passeports. Les autorités libanaises lui ont donné asile en 1999 car il combattait Israël.

## Films
Le documentaire Ahmad Le Japonais, Lod-Roumié-Tokyo de Rabih El-Amine sorti en 1999 raconte l'histoire de Kōzō Okamoto depuis l'opération de Lod en 1972 jusqu'à son arrestation en 1997 à Beyrouth.